# حسینیه گناباد
حسینیه و مسجد بالا مربوط به دوره قاجار است و در شهرستان گناباد، نزدیک میدان امام خمینی، خیابان سعدی واقع شده و این اثر در تاریخ ۱۸ اردیبهشت ۱۳۸۰ با شمارهٔ ثبت ۳۷۷۷ به‌عنوان یکی از آثار ملی ایران به ثبت رسیده است.